# Anseremme
Anseremme is een dorp in de Belgische provincie Namen en een deelgemeente van de stad Dinant. Tot 1 januari 1965 was het een zelfstandige gemeente. Anseremme ligt aan de monding van de Lesse in de Maas. Naast de agrarische sector is het toerisme een belangrijke bron van inkomsten.

## Geschiedenis
Het was een gemeente van het departement Samber en Maas,een Frans departement in de Nederlanden. 
Vanaf de vijftiende eeuw, en meer dan tweehonderd jaar lang, was het dorp in handen van de Aux Brebis, een oude en machtige Dinantse familie.

## Demografische ontwikkeling
Bron: NIS; Opm:1831 t/m 1961=volkstellingen

## Toerisme
Diverse bedrijven bieden de mogelijkheid om met een kajak vanaf Gendron (12 km) of Houyet (21 km) de Lesse af te varen. In het zuiden van Anseremme, richting Falmignoul, ligt het belangrijkste Belgische rotsklimgebied Rochers de Freyr.

## Externe link

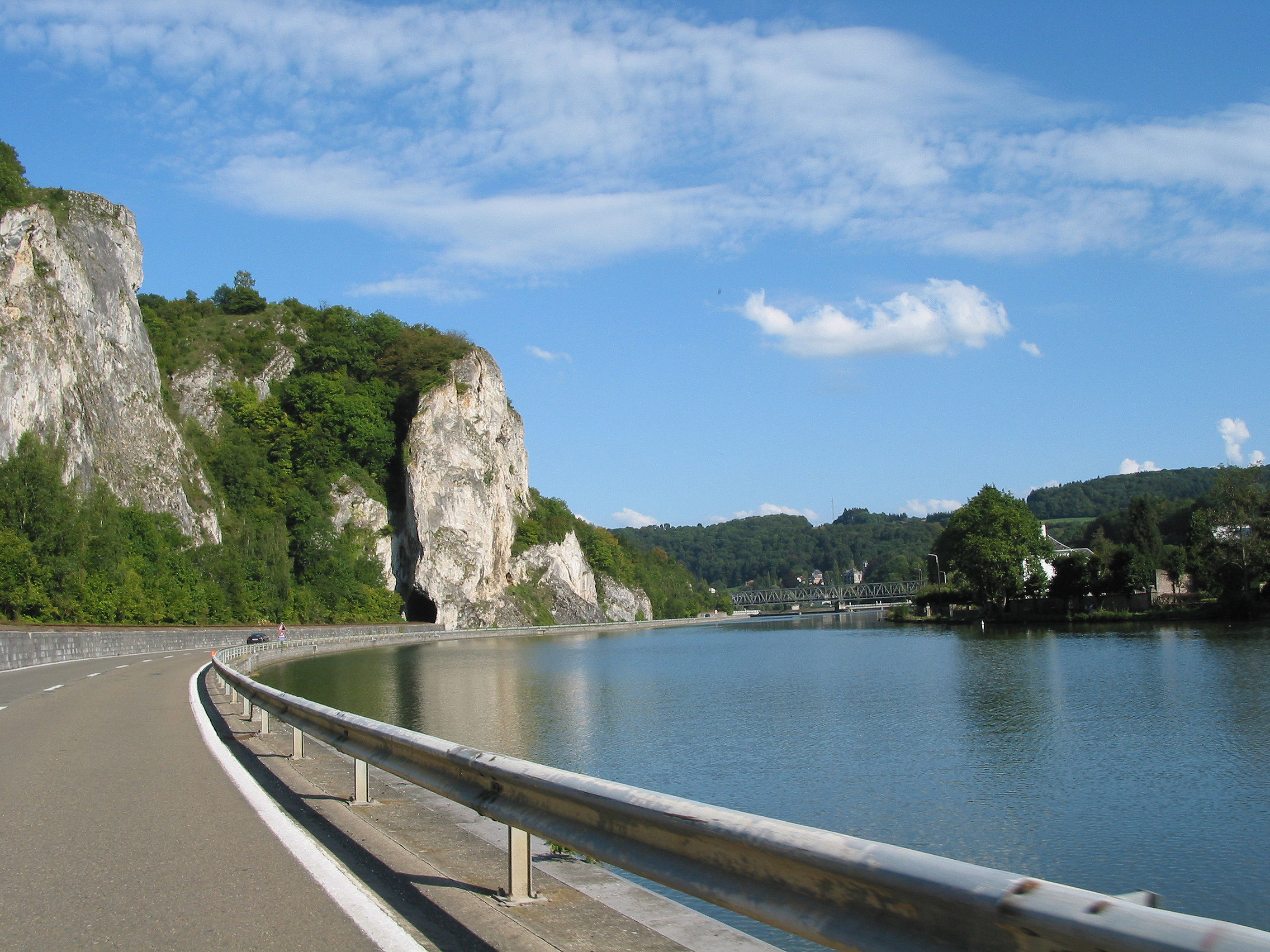
De Maas in Anseremme.